# Escape Pod
Escape Pod este o revistă podcasting lansată pe 12 mai 2005 care conține povestiri în genul science fiction.